# Хрисуполи
Хрисуполи (грч. Χρυσούπολη) град је и бивша општина у области грчке Македоније. Хрисуполи је седиште општине Места, припада округу Кавала у оквиру периферије Источна Македонија и Тракија. Ранији назив места је био Саришабан.

## Положај
Хрисуполи се налази на источном делу грчке Македоније, на 25 км удаљености источно од Кавале. Град се налази у приобалној равници, а северно од града се уздижу јужни обронци Родопа. Надморска висина града је око 20 м.

## Становништво
Према бугарском географу и историчару, Василу Канчову, у Хрисуполију је 1900. године живело 450 Турака, 180 Словена хришћана и 150 Аромуна.
Хрисуполи данас има више од 8.000 становника, а са околином око 15.000. Преовлађују Грци.
| 1991. | 2011. | 2021. |
| ----- | ----- | ----- |
| 7.208 | 8.885 | 8.824 |